# Lista över singelettor på Gaon Chart 2016
Detta är en lista över singelettor på Gaon Chart under år 2016. Gaon Chart är sammanställningen av försäljningen av musik i Sydkorea och drivs av Korea Music Content Industry Association (KMCIA). Digital Chart publiceras varje vecka och visar listan över de mest sålda singlarna i landet genom digital nedladdning och strömning. Digital Chart, som även inkluderar bakgrundsmusik, är en sammanställning av data försedd av landets största musikförsäljare och distributörer.

## Vecka

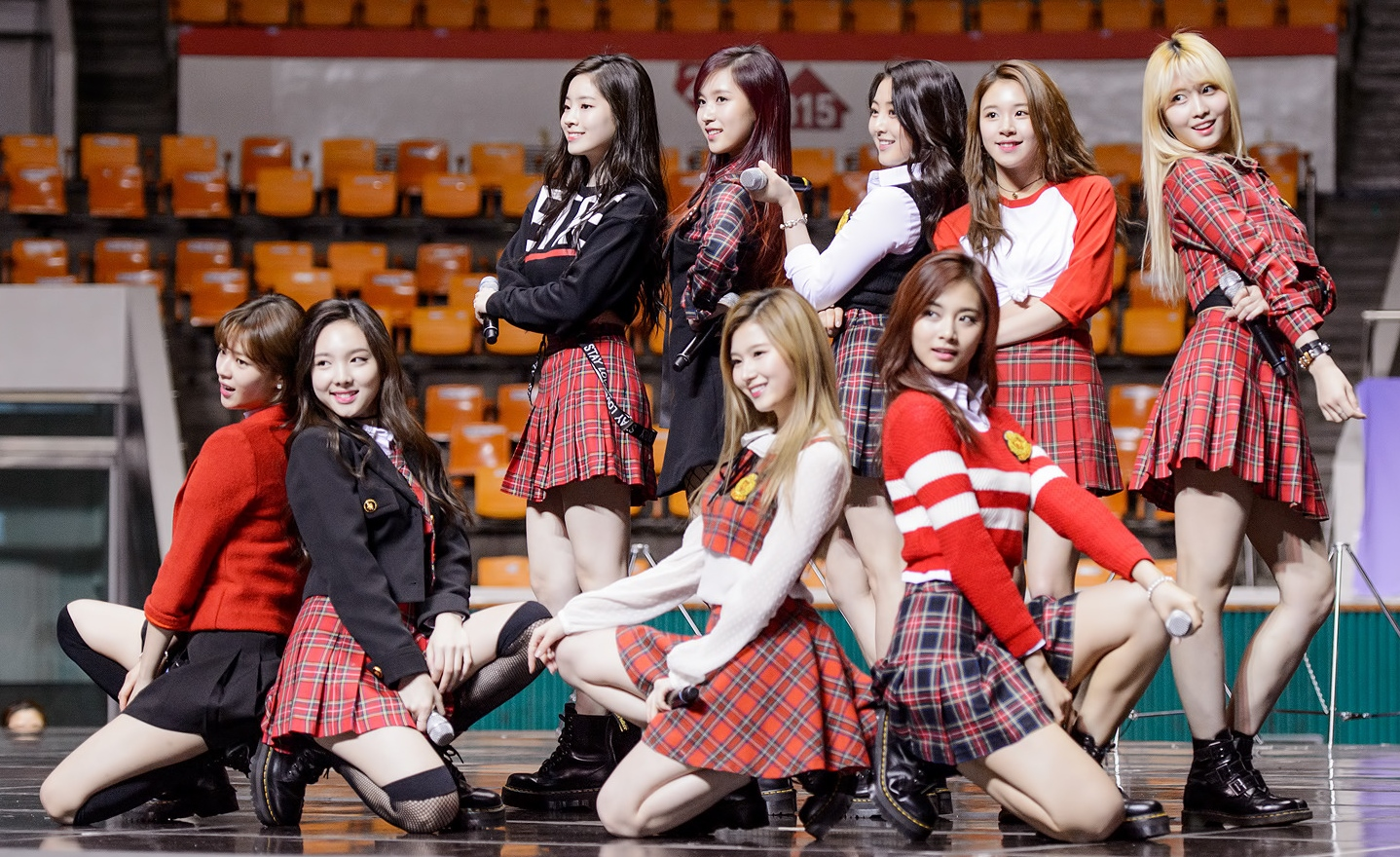
Twice låg etta på listan i sju veckor med två olika singelsläpp under året. "TT" låg etta på listan fyra veckor i rad och "Cheer Up" toppade årslistan som årets mest sålda singel i Sydkorea.

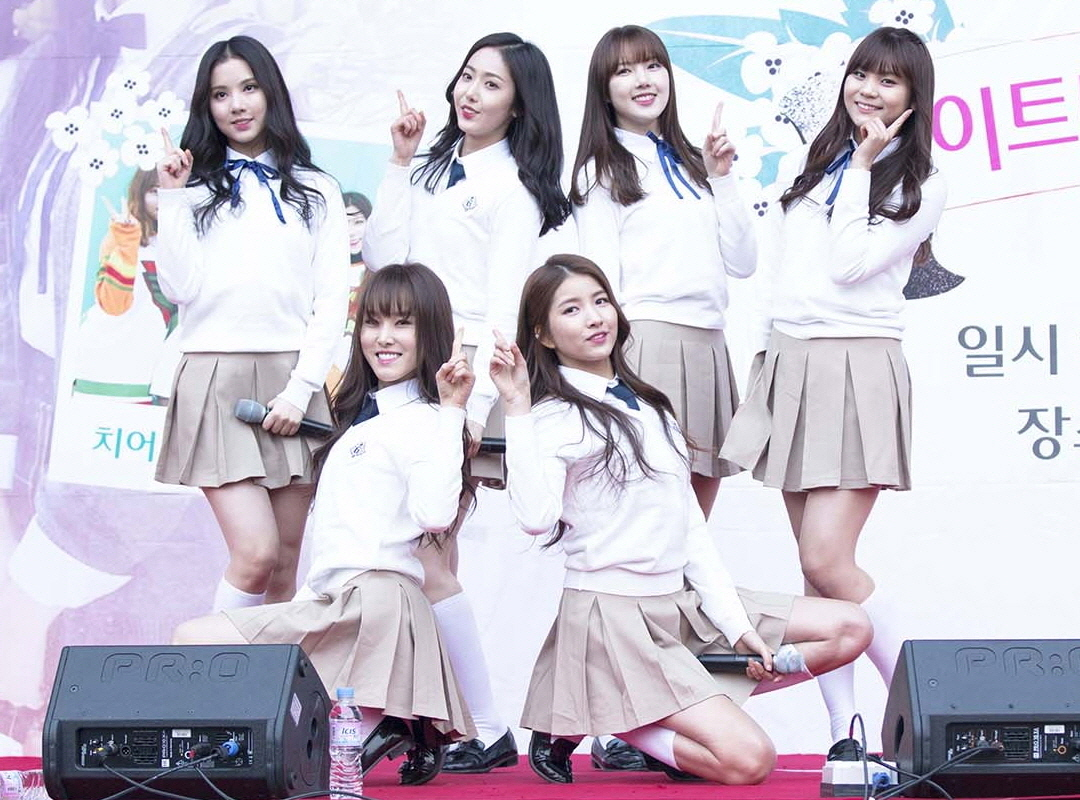
GFriend låg etta på listan två veckor i rad vid två tillfällen med både singeln "Rough" och singeln "Navillera".

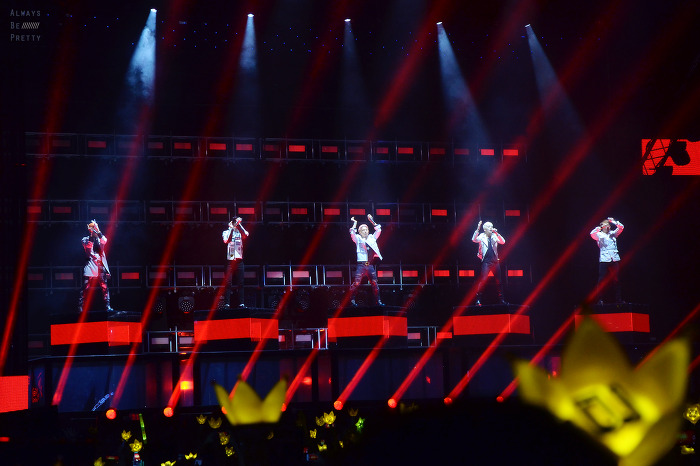
Big Bang låg etta på listan tre veckor i rad med singeln "Fxxk It" som också toppade månadslistan för december.

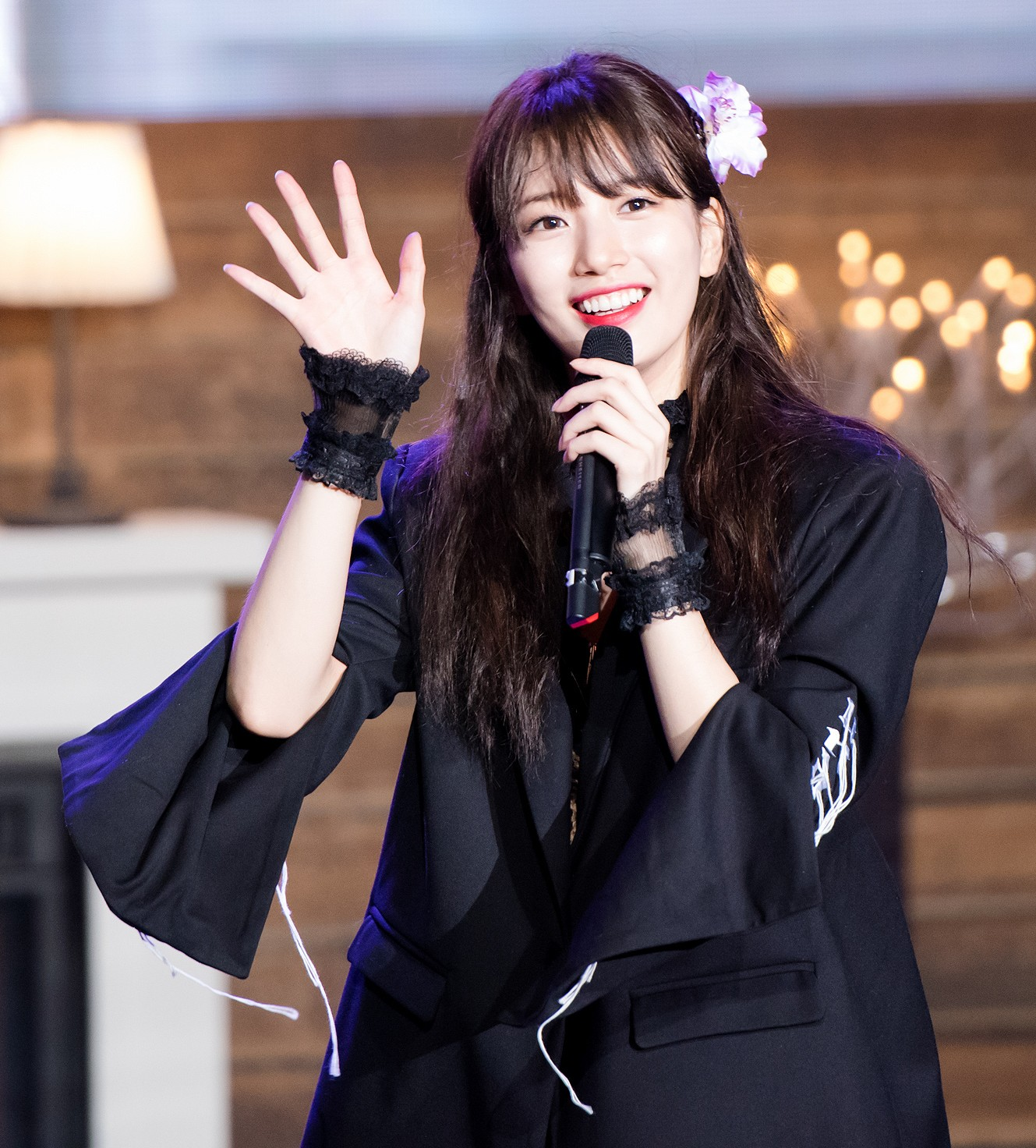
Suzy låg etta på listan tre veckor i rad med singeln "Dream", framförd tillsammans med Baekhyun från EXO, som också toppade månadslistan för januari.

| Datum  | Artist                        | Sångtitel                            |
| ------ | ----------------------------- | ------------------------------------ |
| 2 jan  | Gary ft. Gaeko                | "Lonely Night"                       |
| 9 jan  | Suzy & Baekhyun               | "Dream"                              |
| 16 jan | Suzy & Baekhyun               | "Dream"                              |
| 23 jan | Suzy & Baekhyun               | "Dream"                              |
| 30 jan | Zico                          | "I Am You, You Are Me"               |
| 6 feb  | Taeyeon                       | "Rain"                               |
| 13 feb | GFriend                       | "Rough"                              |
| 20 feb | GFriend                       | "Rough"                              |
| 27 feb | Chen & Punch                  | "Everytime"                          |
| 5 mar  | Mamamoo                       | "You're the Best"                    |
| 12 mar | Davichi                       | "This Love"                          |
| 19 mar | Gummy                         | "You Are My Everything"              |
| 26 mar | K.Will                        | "Talk Love"                          |
| 2 apr  | Jang Beom-jun                 | "Fallen in Love (Only With You)"     |
| 9 apr  | 10cm                          | "What the Spring??"                  |
| 16 apr | Junsu                         | "How Can I Love You"                 |
| 23 apr | Jung Eun-ji                   | "Hopefully Sky"                      |
| 30 apr | Twice                         | "Cheer Up"                           |
| 7 maj  | Akdong Musician               | "RE-BYE"                             |
| 14 maj | Twice                         | "Cheer Up"                           |
| 21 maj | Twice                         | "Cheer Up"                           |
| 28 maj | Baek A-yeon                   | "So-So"                              |
| 4 jun  | Urban Zakapa                  | "I Don't Love You"                   |
| 11 jun | EXO                           | "Monster"                            |
| 18 jun | Loco & GRAY ft. ELO           | "GOOD"                               |
| 25 jun | Sistar                        | "I Like That"                        |
| 2 jul  | Simon Dominic, GRAY & One     | "Comfortable"                        |
| 9 jul  | Wonder Girls                  | "Why So Lonely"                      |
| 16 jul | GFriend                       | "Navillera"                          |
| 23 jul | GFriend                       | "Navillera"                          |
| 30 jul | Wonder Girls                  | "Why So Lonely"                      |
| 6 aug  | Standing Egg                  | "Summer Night You And I"             |
| 13 aug | Black Pink                    | "Whistle"                            |
| 20 aug | Black Pink                    | "Whistle"                            |
| 27 aug | Ailee                         | "If You"                             |
| 3 sep  | Han Dong-geun                 | "Making a New Ending for this Story" |
| 10 sep | Im Chang-jung                 | "The Love I Committed"               |
| 17 sep | Im Chang-jung                 | "The Love I Committed"               |
| 24 sep | Im Chang-jung                 | "The Love I Committed"               |
| 1 okt  | Park Hyo-shin                 | "Breath"                             |
| 8 okt  | Sechs Kies                    | "Three Words"                        |
| 15 okt | BTS                           | "Blood Sweat & Tears"                |
| 22 okt | I.O.I                         | "Very Very Very"                     |
| 29 okt | Twice                         | "TT"                                 |
| 5 nov  | Twice                         | "TT"                                 |
| 12 nov | Twice                         | "TT"                                 |
| 19 nov | Twice                         | "TT"                                 |
| 26 nov | Kim Hee-chul & Min Kyung-hoon | "Sweet Dream"                        |
| 3 dec  | Jung Seung-hwan               | "The Fool"                           |
| 10 dec | Heize                         | "Star"                               |
| 17 dec | Big Bang                      | "Fxxk It"                            |
| 24 dec | Big Bang                      | "Fxxk It"                            |
| 31 dec | Big Bang                      | "Fxxk It"                            |

## Månad
| Månad | Artist          | Sångtitel              |
| ----- | --------------- | ---------------------- |
| Jan   | Suzy & Baekhyun | "Dream"                |
| Feb   | GFriend         | "Rough"                |
| Mar   | Davichi         | "This Love"            |
| Apr   | 10cm            | "What the Spring??"    |
| Maj   | Twice           | "Cheer Up"             |
| Jun   | Urban Zakapa    | "I Don't Love You"     |
| Jul   | Wonder Girls    | "Why So Lonely"        |
| Aug   | Black Pink      | "Whistle"              |
| Sep   | Im Chang-jung   | "The Love I Committed" |
| Okt   | Sechs Kies      | "Three Words"          |
| Nov   | Twice           | "TT"                   |
| Dec   | Big Bang        | "Fxxk It"              |